# Солт (приток Снейка)
Солт (англ. Salt River) — река в США, в северо-западной части штата Вайоминг. Левый приток реки Снейк. Длина составляет около 135 км; площадь бассейна — около 2300 км².
Берёт начало в районе горного хребта Солт-Ривер, вблизи горы Вагнер (3192 м). Течёт сперва на запад, а затем главным образом в северном направлении, вдоль границы Вайоминга и Айдахо. Впадает в Снейк недалеко от города Алпайн, в нескольких милях ниже по течению от устья реки Грейс, на высоте 1714 м над уровнем моря, в районе водохранилища Палисейдс. Бассейн реки Солт включает западную часть хребта Солт-Ривер и восточную часть хребта Карибу.